# Reprezentacja Australii w krykiecie mężczyzn
Reprezentacja Australii w krykiecie – drużyna sportowa krykieta, reprezentująca Australię w meczach i turniejach międzynarodowych. Za jej funkcjonowanie odpowiedzialny jest Cricket Australia.
Obok reprezentacji Anglii, najstarsza drużyna narodowa w krykiecie. Pierwszy międzynarodowy test rozegrano między Australią a Anglią w 1877, wygrała go Australia różnicą 45 runów. Statystycznie reprezentacja Australii jest najlepszą drużyną świata. W kategorii meczów testowych Australia wygrała 376 z 797 rozegranych przez nią testów (stan na luty 2017).
Reprezentacji Australii aktualnym mistrzem świata i pięciokrotnym tryumfatorem z lat 1987, 1999, 2003, 2007 i 2015. Dwukrotnie reprezentacja ta zajmowała drugie miejsce. Do tej pory MŚ czterokrotnie rozgrywano w Australii, za każdym razem wspólnie z Nową Zelandią. Australia jest także dwukrotnym mistrzem ICC Champions Trophy, wicemistrzem ICC World Twenty20 i wicemistrzem Icc World Cup Winners List.

## Kadra
Raz w roku Cricket Australia (oficjalny związek krykieta w Australii) ogłasza listę "szerokiej reprezentacji" na której znajduje się 25 graczy. Zakontraktowani krykieciści otrzymują roczną pensję oraz ewentualne dodatkowe nagrody pieniężne za wygrane mecze. Do reprezentacji mogą być powołani także inni gracze.

## Udział w imprezach międzynarodowych

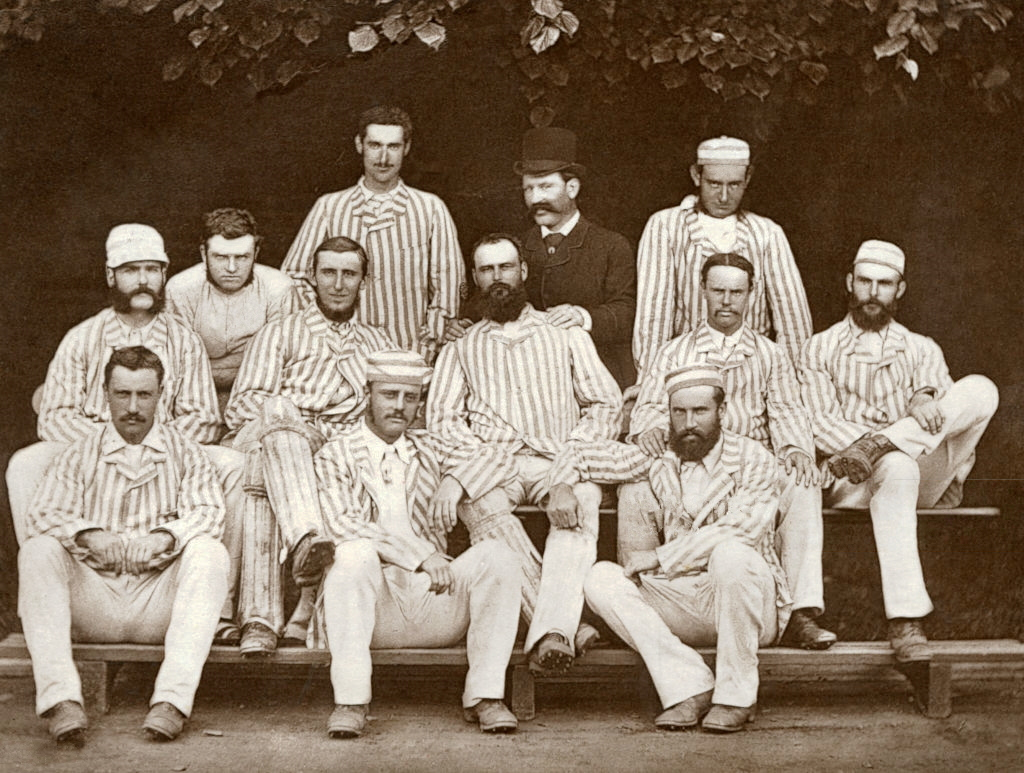
Reprezentanci Australii w 1878 r.

### Mistrzostwa świata
| Udział w mistrzostwach świata | Udział w mistrzostwach świata |
| Rok                           | Wynik                         |
| ----------------------------- | ----------------------------- |
| 1975                          | Wicemistrzostwo               |
| 1979                          | Faza grupowa                  |
| 1983                          | Faza grupowa                  |
| 1987                          | Mistrzostwo                   |
| 1992                          | Faza grupowa                  |
| 1996                          | Wicemistrzostwo               |
| 1999                          | Mistrzostwo                   |
| 2003                          | Mistrzostwo                   |
| 2007                          | Mistrzostwo                   |
| 2011                          | Ćwierćfinał                   |
| 2015                          | Mistrzostwo                   |
| 2019                          | Półfinał                      |
| 2023                          | –                             |

### ICC Champions Trophy
(rozgrywane jako ICC Knockout w 1998 i 2000 r.)
| Udział w ICC Champions Trophy | Udział w ICC Champions Trophy |
| Rok                           | Wynik                         |
| ----------------------------- | ----------------------------- |
| 1998                          | Ćwierćfinał                   |
| 2000                          | Ćwierćfinał                   |
| 2002                          | Półfinał                      |
| 2004                          | Półfinał                      |
| 2006                          | Mistrzostwo                   |
| 2009                          | Mistrzostwo                   |
| 2013                          | Faza grupowa                  |
| 2017                          | Faza grupowa                  |

### ICC World Twenty20
| Udział w ICC World Twenty20 | Udział w ICC World Twenty20 |
| Rok                         | Wynik                       |
| --------------------------- | --------------------------- |
| 2007                        | Półfinał                    |
| 2009                        | Faza grupowa                |
| 2010                        | Wicemistrzostwo             |
| 2012                        | Półfinał                    |
| 2014                        | Super 10                    |
| 2016                        | Super 10                    |
| 2020                        | –                           |